# Allan Théo
Allan Théo, geboren als Alain Rouget (Saint-Amand-Montrond, 11 april 1972) is een Frans zanger.

## Levensloop en carrière
Allan Théo scoorde in 1998 een hit met No Olvidaras/Emmène Moi in Frankrijk, Vlaanderen en Wallonië. Ook met zijn volgende single Lola behaalde hij top tien in Frankrijk en Wallonië. Van zijn album Emmène-Moi verkocht hij meer dan een miljoen exemplaren.

## Discografie
| Single met hitnotering(en) in de Vlaamse Ultratop 50 | Datum van verschijnen | Datum van binnenkomst | Hoogste positie | Aantal weken | Opmerkingen |
| ---------------------------------------------------- | --------------------- | --------------------- | --------------- | ------------ | ----------- |
| No Olvidaras/Emmène-Moi                              | 1998                  | 20-06-1998            | 13              | 15           |             |
| Lola                                                 | 1998                  |                       | tip11           |              |             |

- Bibliothèque nationale de France: cb140120968 (data)
- International Standard Name Identifier: 0000 0000 0333 455X
- MusicBrainz: ee65d6ea-16d5-4eef-8e2c-f04a044d7ce7
- Virtual International Authority File: 37113994